# Семенников, Фёдор Петрович
Фёдор Петрович Семенников (умер в 1717) — яицкий казак, войсковой старшина, избирался войсковым атаманом Яицкого войска в 1697—1698, 1699, 1700—1702, 1705—1706, 1707, 1715—1716 годах.
В 1696 году был походным атаманом яицкого казачьего полка, участвовавшего в Азовском походе юного Петра I. За боевые заслуги яицкие казаки получили от Петра знамя, долгое время хранившееся в войске. В 1716 году постригся в монахи.